# Spodnje Jezersko
Spodnje Jezersko este o localitate din comuna Jezersko, Slovenia, cu o populație de 80 de locuitori.